# Nguyễn Quốc Trị (Nghệ An)
Nguyễn Quốc Trị (1921 – 1967) là một sĩ quan của Quân đội Nhân dân Việt Nam, hàm Thượng tá, nguyên Trung đoàn trưởng Trung đoàn Thủ Đô, Hiệu trưởng trường Quân chính Quân khu 4. Ông là một trong 4 anh hùng quân đội đầu tiên của Việt Nam.

## Tiểu sử
Nguyễn Quốc Trị sinh năm 1921, tại làng Phượng Kỷ, xã Đà Sơn, huyện Đô Lương, tỉnh Nghệ An. Trước Cách mạng Tháng Tám, ông tham gia hoạt động chống chính sách bắt dân làm phu, nên bị quân đội Pháp bắt giam. Năm 1944, Nhật thế chân Pháp ở Việt Nam, ông cùng các anh em phá ngục, xung phong vào đội tự vệ tiên phong chống Nhật. Trong trận tham gia đánh Nhật đầu tiên, ông cùng tiểu đội diệt 10 quân lính Nhật, đốt 5 xe.
Khi Cách mạng Tháng Tám thành công, ông tham gia bộ đội chủ lực. Cuối năm 1946, đầu năm 1947, ông xung phong tham dự nhiều trận đánh ở Vinh, Huế, Đông Hà cùng đội diệt hàng trăm và bắt sống nhiều lính Pháp và Nhật. Trong Chiến dịch Biên giới Thu đông 1950, Nguyễn Quốc Trị chỉ huy một trung đội đánh hai trung đội của Trung đoàn Lơ-pa-giơ, diệt và bắt 22 người, cùng đơn vị phá gãy kế hoạch hợp quân của Pháp, tạo chia cách, mất thế quân bình, hàng ngũ hoang mang dẫn đến tan rã.
Nguyễn Quốc Trị được phong Anh hùng lực lượng vũ trang nhân dân vào ngày 19 tháng 5 năm 1952, là một trong 4 anh hùng đầu tiên của quân đội nhân dân Việt Nam. Ngày 12 tháng 6 cùng năm, Chủ tịch Hồ Chí Minh dưới bút danh C.B đã viết một bài báo về Nguyễn Quốc Trị và đăng trên Báo Nhân Dân.  Ngày 10 tháng 10 năm 1954, sau khi về thủ đô Hà Nội, ông là Trung đoàn trưởng Trung đoàn Thủ Đô thuộc Đại đoàn Quân Tiên Phong vào tiếp quản Hà Nội và được vinh dự đề cử kéo Quốc kỳ tại lễ mừng giải phóng thủ đô. Ngày 16 tháng 8 năm 1967, lúc đó đang là Hiệu trưởng trường Quân chính Quân khu 4, Nguyễn Quốc Trị hy sinh vì bom nổ tại làng Phượng Kỷ, quê hương ông, trong một lần về thăm quê.
Hiện nay, tên của ông được đặt tên cho một tuyến phố ở Hà Nội, nối từ phố Nguyễn Chánh đến đường trong khu đô thị Nam Trung Yên.